# Wappen von Limburg (Schiff)
Die Wappen von Limburg ist ein Fahrgastschiff auf der Lahn und wird als Tagesausflugsschiff im Linienverkehr und für Themenfahrten eingesetzt. Das Schiff wird von der Lahntalschiffahrt Vomfell betrieben und ist für maximal 250 Passagiere zugelassen.

## Geschichte
Das Schiff wurde mit der Baunummer 222 im Jahr 1987 auf der Schiffswerft Schmidt in Remagen-Oberwinter für die Fahrgastschiffahrt Heldmann des Eigners Hans Rudolf Heldmann gebaut. Von Frühjahr bis Herbst fuhr das Schiff im Liniendienst auf der Lahn zwischen Limburg und Balduinstein. Ergänzt wurde das Fahrtenprogramm durch Themenfahrten, Gesellschafts- sowie Charterfahrten. Im Winter lag das Schiff als Gaststätte an der Limburger Schleuse.
Im Sommer 2012 verkaufte Hans Rudolf Heldmann seinen Betrieb an Josef Vomfell, der die Reederei und die Wappen von Limburg seitdem als Lahntalschiffahrt Vomfell führt. Von April (Ostern) bis Ende Oktober werden Fahrten auf der Lahn zwischen den Schiffsanlegern in Limburg, Diez und Balduinstein durchgeführt. Ergänzt wird das Fahrtenprogramm durch Rundfahrten nach Dietkirchen und Schloss Dehrn, nach Schloss Oranienstein sowie Charterfahrten.

## Das Schiff
Das Schiff ist 32,36 Meter lang und 5,05 Meter breit. Der Tiefgang beträgt maximal 1,10 Meter. Angetrieben wird die Wappen von Limburg von zwei Dieselmotoren der Firma Deutz AG vom Typ BF4M1013EC mit jeweils 125 PS mit zwei Schottel-Ruderpropellern sowie einen Iveco-Dieselmotor vom Typ 8041SRC25 mit 75 PS. Das Schiff ist mit einem Bugstrahlruder ausgestattet. Das Schiff ist für 250 Fahrgäste zugelassen.